# Буальоза
Буальоза (порт. Boalhosa) — район (фрегезия) в Португалии, входит в округ Виана-ду-Каштелу. Является составной частью муниципалитета Понти-ди-Лима. По старому административному делению входил в провинцию Минью. Входит в экономико-статистический субрегион Минью-Лима, который входит в Северный регион. Население составляет 215 человек на 2001 год. Занимает площадь 2,14 км².